# 1697
- Wikisource

| Calendário gregoriano                                                        | 1697 MDCXCVII                       |
| Ab urbe condita                                                              | 2450                                |
| Calendário arménio                                                           | 1146 – 1147                         |
| Calendário bahá'í                                                            | -147 – -146                         |
| Calendário budista                                                           | 2241                                |
| Calendário chinês                                                            | 4393 – 4394 Início a 23 de janeiro  |
| Calendário copta                                                             | 1413 – 1414                         |
| Calendário etíope                                                            | 1689 – 1690                         |
| Calendários hindus - Vikram Samvat - Calendário nacional indiano - Cáli Iuga | 1752 – 1753 1618 – 1619 4797 – 4798 |
| Calendário Holoceno                                                          | 11697                               |
| Calendário islâmico                                                          | 1109 – 1110                         |
| Calendário judaico                                                           | 5457 – 5458                         |
| Calendário persa                                                             | 1075 – 1076                         |
| Calendário rúnico                                                            | 1947                                |
| Calendário solar tailandês                                                   | 2240                                |

1697 (MDCXCVII, na numeração romana)  foi um ano comum do século XVII do actual Calendário Gregoriano, da Era de Cristo, a sua letra dominical foi F (52 semanas), teve início a uma terça-feira e terminou também a uma terça-feira.
| Ano completo                       |
| ---------------------------------- |
| Ano comum com início à terça-feira |

## Eventos
- Construção da Ermida de Nossa Senhora do Livramento das Velas, ilha de São Jorge, Açores.[1][2]
- Naufrágio na Baía de Angra de uma frota de 4 navios carregados de trigo.
- 20 de Setembro - Pelo Tratado de Rijswijk, a Espanha reconhece a soberania francesa sobre o oeste da ilha de Hispaniola (atual Haiti).

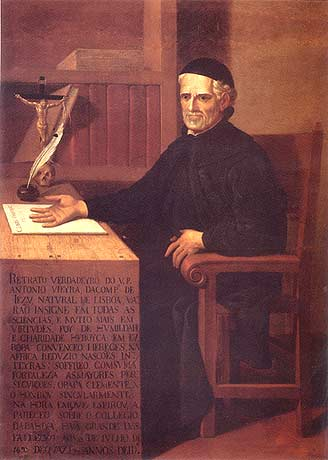
Padre António Vieira (1608-1697), religioso, filósofo, escritor e orador português da Companhia de Jesus. Quadro de autor desconhecido, século XVIII, Casa Cadaval, Muge, Portugal.

## Mortes
- 1 de Março - Francesco Redi, físico italiano (n. 1626)
- 18 de Julho - Padre António Vieira, missionário jesuíta, diplomata e escritor português (n. 1608).

## Por tema
- 1697 na literatura